# تپه کر جبدرق
تپه کر جبدرق مربوط به   هزاره اول قبل از میلاد است و در شهرستان مشگین‌شهر، بخش مرکزی، دهستان دشت، روستای جبدرق واقع شده و این اثر در تاریخ ۱۲ دی ۱۳۸۶ با شمارهٔ ثبت ۲۰۳۴۴ به‌عنوان یکی از آثار ملی ایران به ثبت رسیده است.